# Brainiac: History Abuse
Brainiac: History Abuse was een Brits semiwetenschappelijk televisieprogramma van Granada Productions dat in Nederland wordt uitgezonden op Discovery Channel. Het programma was een spin-off van Brainiac: Science Abuse.
Net als in Brainiac: Science Abuse worden in Brainiac: History Abuse allerlei merkwaardige semi-wetenschappelijke experimenten uitgevoerd. In dit geval hebben al deze experimenten te maken met onderwerpen uit de geschiedenis.
De serie werd gepresenteerd door Charlotte Hudson.

## Vaste onderdelen
Een aantal vaste onderdelen die in bijna elke aflevering terugkeren zijn:

### Martelwerktuig van de week
Elke week wordt een martelwerktuig onder de loep genomen. Eerst komt een demonstratie van hoe dit apparaat vroeger voor martelingen werd gebruikt. Daarna probeert het Brainiac team een aantal hedendaagse situaties te vinden waarin dit martelwerktuig een handig hulpmiddel zou zijn.

### Ernest Clough, History Buff
Meerdere malen per aflevering vertelt Ernest Clough (Stephen Wisdom) de kijkers een bizar of opmerkelijk historisch feit.

### Het stormramteam
Elke week wordt het stormramteam te hulp geroepen om iets open te breken.

### “Men in Steel” en “Knight Fever”
In “Men in Steel” onderzoekt een Brainiac gekleed in een 30 kilo zwaar middeleeuws ridderharnas wat voor hedendaagse activiteiten men zoal wel en niet kunt doen met een harnas aan. Bijvoorbeeld hardlopen of fietsen.
In “Knight Fever” probeert deze zelfde Brainiac in de disco een paar jonkvrouwen te imponeren door met het harnas aan een oude discodans te doen.

### Ancient Hist-O-Wee
Hierin laat het Brainiac team elke week zien waar urine vroeger zoal voor gebruikt werd.

### Ancient Vege-Battles
Met behulp van stukken fruit demonstreert het Brainiac-team legendarische veldslagen en gevechten.

### DeGordiaanse knoop
Het team van Brainiac heeft de beroemdste knoop uit de geschiedenis nagemaakt. Elke week wordt op een andere manier geprobeerd de knoop los te maken. Enkele pogingen:
- twee graafmachines probeerden de knoop uit elkaar te trekken
- de knoop werd in een bak water gelegd en behandeld met 150 bruistabletten.
- de knoop werd behandeld door de brandweer met een schuimspuit
- de knoop werd geheel met hondenvoer ingesmeerd en voorgeschoteld aan twee honden in de hoop dat zij de knoop zouden doorbijten.

Uiteindelijk werd de knoop "opgelost" met een zeer sterk en geconcentreerd zuur waarvan de naam niet werd gegeven. Er bleven alleen wat resten over.

### Wapen van de week
Elke week staat een oud wapen zoals een zwaard of knots centraal. Om de effeciëntie van dit wapen te testen neemt een Brainiac plaats achter een lopende band. Op deze band komen verschillende spullen voorbij die de Brainiac moet proberen te vernielen met het wapen van de week. Aan het eind krijgt hij alles wat hij gebroken heeft mee als "prijs".

### Shell's Kitchen
In haar middeleeuwse keuken bereidt Shell elke week een gerecht uit oude tijden. Deze gerechten komen voor de kijker vaak vreemd en soms smerig over. Aan het eind van het filmpje wordt het gerecht voorgeschoteld aan een Brainiac, die het met tegenzin opeet.

### Oude regels
Elke week nemen de Brainiacs een oude wet of regel onder de loep. Veel van dit soort regels waren destijds zinvol, maar zijn vandaag de dag achterhaald. Ook tonen ze wat er zou gebeuren als de overheid was vergeten om deze oude regels te schrappen, en de politie nog steeds moest toezien op naleving ervan.

### Caravan
Net als in “Brainiac: Science Abuse” wordt aan het eind van een aflevering een caravan opgeblazen. Alleen gebruiken de Brainiacs in dit geval oude explosieven zoals een dieptebom uit de Tweede Wereldoorlog.

## Losse experimenten
Naast de vaste onderdelen komen ook in elke aflevering losse experimenten aan bod. Bijvoorbeeld:
- Ezelinnenmelk. Het is bekend dat de Egyptische koningin Cleopatra altijd in ezelinnenmelk baadde omdat ze dacht dat dit goed was voor de huid. De Brainiacs onderwierpen het melkbad aan een test en inderdaad: de huid werd er gladder door.
- Wie was de beste boogschutter? De Brainiacs proberen met pijl-en-boog beroemde schoten van beroemde boogschutters zoals Willem Tell en Robin Hood na te doen om te zien welke echt waar zijn en wie dus de beste schutter was. Dit was Robin Hood.
- Steekspel: welk hedendaags vervoermiddel is het beste voor een middeleeuws steekspel. De Brainiacs ontdekten dat dit het winkelwagentje was.
- Was pykrete, een bevroren mengsel van zaagsel en water, beter dan ijs qua stevigheid, vuurbestendigheid en springstof kracht? Dit was zo.

## Niet meer op tv
Het programma was maar één seizoen te zien. Al na de eerste serie in 2005 stopte het geschiedenisprogramma.

## Discovery Science
Tegenwoordig is het programma te zien op Science Channel (ook bekend als Discovery Science).